# Furulids naturreservat
Furulids naturreservat är ett naturreservat i Aneby kommun i Jönköpings län.
Reservatet omfattar 94 hektar och är skyddat sedan 2022. Det är beläget sydost om samhället Aneby och består av barrskog och lövskog